# G.U.Y.
«G.U.Y.» (аббревиатура от «Girl Under You», с англ. «Девочка под тобой») — сингл американской певицы Леди Гаги из альбома ARTPOP. Песня написана и спродюсирована Леди Гагой и Zedd. Она была выпущена 22 марта 2014 года в качестве третьего финального сингла из альбома. Впервые Гага упомянула название композиции в интервью журналу Stylist. Вскоре после публикации статьи Гага написала сообщение на Little Monsters: «Они написали неправильное название. Правильно G.U.Y (Girl Under You) :)» 14 октября 2013 Гага попросила Эмму, чтобы она проиграла маленький отрывок песни G.U.Y. на RadioARTPOP.
«G.U.Y.» был положительно оценён критиками за текст песни и звучание, а также назван «первым безоговорочным „ARTPOP“ хитом». Для обложки сингла был использован кадр из клипа, на котором изображена Леди Гага с коричневыми крыльями и в полупрозрачном боди.

## О песне
Создание третьего студийного альбома Artpop началось уже вскоре после создания её второго альбома Born This Way. Впервые о песне стало известно из интервью журнала «Stylist», когда Гагу спросили о её взглядах на феминизм. В интервью Джоанне МакГрей исполнительница объяснила, что с помощью трека она исследует «новую волну феминизма», в которой подчинение мужчине не является проявлением слабости. В социальной сети Littlemonsters.com Леди Гага указала правильное написание названия песни и объявила, что продюсером выступил диджей русско-немецкого происхождения Zedd, который сопровождал певицу во время The Born This Way Ball Tour. Ранее Zedd создал ремикс на сингл «Marry the Night» для сборника Born This Way – The Remix. Диджей рассказал каналу MTV, что записал с Гагой около десяти песен, однако не знает, какие войдут в альбом. 
В декабре 2013 года, когда Леди Гага дала детальный анализ каждой песни альбома, она объяснила, что смысл композиции «G.U.Y.» в том, что женщине не обязательно постоянно быть «сверху» и можно иногда уступать мужчине. Песня начинается с речитатива об Эросе, боге сексуального желания из древнегреческой мифологии, к которой Гага отсылалась в альбоме Artpop.

## Критика
После выхода «G.U.Y.» получил положительные отзывы от большинства критиков. Липшуц оставил хвалебный комментарий о песне: «Обработка диджея Зедда (Zedd) встречается с провокационными командами Гаги, к которым присоединяются мощнейшие несущие посыл хуки, которые делают этот трек первым по-настоящему выдающимся в альбоме „ARTPOP“». Роберт Копси из Digital Spy похвалил «шлифованный бас и гипнотические синтезаторы». Энди Гилл из The Independent также остался доволен композицией, отметив роботизированный голос как «превращающий сексуальное влечение в нечто неестественное». Джон Уокер из MTV News положительно отнёсся к лирике, однако был менее удовлетворён самой музыкой.

## Музыкальное видео
Слухи о выпуске «G.U.Y.» как сингла появились в начале февраля 2014 года, когда стартовали съёмки клипа, проходившие в Херст-касл, бывшей резиденции Уильяма Рэндольфа Херста. 14 марта того же года в интервью Джону Норрису, Гага рассказала, что собирается выпустить музыкальное видео в «следующую субботу». Она также опубликовала в твиттере промо-фото из клипа и подписала его «НОВОЕ ВИДЕО ЛЕДИ ГАГИ в следующую субботу, 22 марта. 19 марта Гага написала: Я так взволнована по поводу того, что вы увидите моё новое видео! 3.5 дня! Сможет ли кто-нибудь угадать #СледующийСинглCArtpop». 20 марта из твиттера Dateline стало известно, что они проведут премьеру клипа «G.U.Y.» на канале NBC. Гага также анонсировала выход клипа 21 марта во время интервью на шоу Today. Релиз видео состоялся 22 марта, в 20:00 по восточному времени (23 марта в 4:00 по московскому времени). Полный клип G.U.Y. длится почти двенадцать минут, и включает в себя четыре песни. Помимо G.U.Y. в видео прозвучали композиции ARTPOP и Venus из последнего альбома, а также MANiCURE, звучащая в титрах клипа. Сокращённый вариант клипа был выпущен через несколько дней после премьеры полной версии и включал в себя лишь трек «G.U.Y.»

## Сюжет
Видео начинается под инструментальную версию песни «ARTPOP» в пустыне (Ранчо Херста), в которой показана сцена с дерущимися бизнесменами, держащими в руках лук и стрелы. Гага представлена в образе феникса, лежащего на земле со стрелой в спине. Леди Гага покинута людьми, которым доверяла, они наплевали на неё. Бизнесмены были слишком заняты, для них деньги были важнее человека (этой сценой Гага хотела продемонстрировать своё состояние, которое она испытывала после выпуска альбома, когда из-за смешанных отзывов критиков, неудовлетворительных продаж и, соответственно, доходов, менеджер Трой Картер разорвал контракт с Гагой).
Несмотря на предательство и серьёзную травму, она выжила и смогла добраться до царства Богов. Когда Гага подошла к Замку, она упала на землю, двое охранников подняли её и отвели в замок. В следующей сцене звучит песня Venus, люди в замке опускают Гагу в бассейн Нептуна и покрывают её платком с цветами, и она возвращается в реальность. Она переродилась в Венеру, окрепла.
В сцене G.U.Y. Гага воскресила Иисуса, Майкла Джексона, Ганди, которые так же, как и она, пострадали и умерли от рук людей. Она собрала их кровь, создала гибрид G.U.Y. и собрала войско, чтобы отомстить тем, кто чуть не убил её. Так они отправились в царство этого Зла и одержали победу, ведь теперь они G.U.Y.
В целом, весь клип является автобиографическим.

## Живое исполнение
В день выхода сингла Гага исполнила его во время серии мини-концертов Lady Gaga Live at Roseland Ballroom. Затем 2 апреля 2014 года певица исполнила «G.U.Y.» и «Dope» на The Late Show с Дэвидом Леттерманом. Песня также исполнялась в четвёртом мировом туре исполнительницы artRAVE: The ARTPOP Ball Tour.

## Чарты
После релиза альбома трек дебютировал на 42 месте в чарте Южной Кореи, с продажами в 3362 копии. «G.U.Y.» стал вторым лучшим дебютантом недели (76 место) в чарте Billboard Hot 100, после сингла «Empire» певицы Шакиры. Во Франции дебют трека состоялся на 92 позиции.
| Чарт (2014)                                | Высшая позиция |
| ------------------------------------------ | -------------- |
| Australia (ARIA)                           | 88             |
| Бельгия/Фландрия (Ultratip Bubbling Under) | 14             |
| Бельгия/Валлония (Ultratip Bubbling Under) | 20             |
| Франция (SNEP)                             | 92             |
| Israel (Media Forest)                      | 4              |
| South Korea (Gaon Music Chart)             | 42             |
| UK Singles (Official Charts Company)       | 115            |
| США (Billboard Hot 100)                    | 76             |
| США (Billboard Pop Airplay)                | 35             |